# دیوید کاپرفیلد (فیلم ۲۰۰۰)
دیوید کاپرفیلد (انگلیسی: David Copperfield) یک فیلم است که در سال ۲۰۰۰ منتشر شد. از بازیگران آن می‌توان به هیو دنسی، سالی فیلد، مایکل ریچاردز، آیلین اتکینز، و آنتونی اندروز اشاره کرد.